# سان فلیچه دل مولیزه
سان فلیچه دل مولیزه (به ایتالیایی: San Felice del Molise) یک کومونه در ایتالیا است که در استان کامپوباسو واقع شده‌است. سان فلیچه دل مولیزه ۲۶ کیلومتر مربع مساحت و ۸۱۳ نفر جمعیت دارد.

## خواهرخوانده
شهر امیش، کرواسی خواهرخواندهٔ سان فلیچه دل مولیزه هست.